# 6-Stunden-Rennen von Talladega 1978

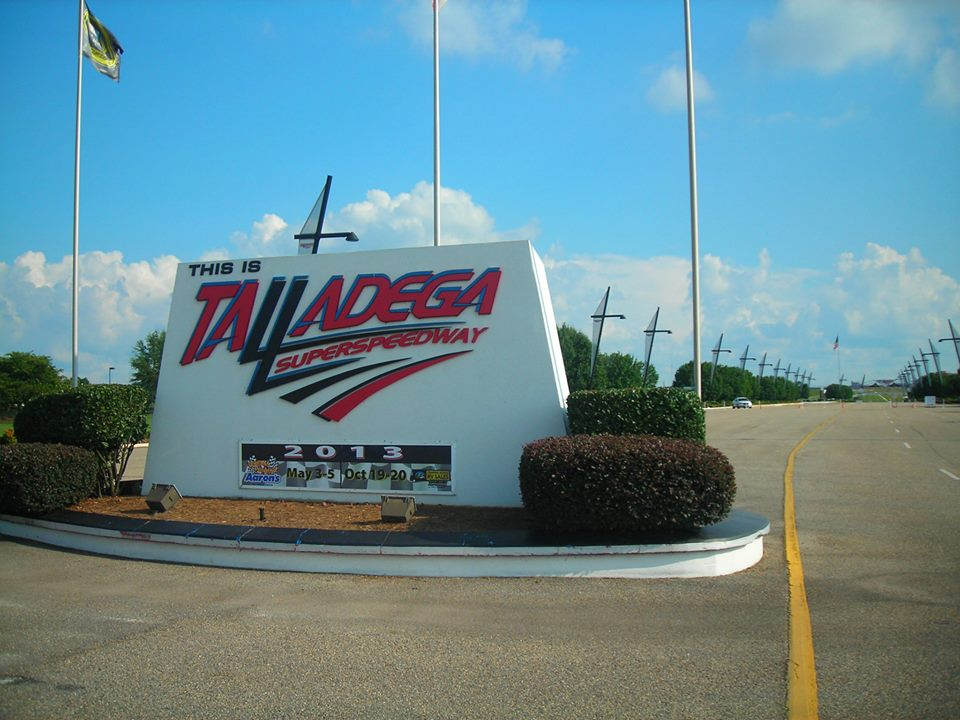
Einfahrt zum Talladega Superspeedway

Das 6-Stunden-Rennen von Talladega 1978, auch 6 Hours of Talladega Camel GT Challenge, Talladega, fand am 2. April auf dem Talladega Superspeedway statt und war der dritte  Wertungslauf der IMSA-GT-Serie sowie der vierte Sportwagen-Weltmeisterschaft für Fahrer dieses Jahres.

## Das Rennen
Ähnlich dem 24-Stunden-Rennen von Daytona wurde das Rennen in Talladega auf einem Ovalkurs ausgefahren. Während am Daytona International Speedway nur eine Steilkurve während des Langstreckenrennens gefahren wurde, umfasste der Road Course von Talladega beide Ovalkurven. Bei der Streckenführung des Road Course bog die Bahn nach der Start-Ziel-Durchfahrt im fast 45-Grad-Winkel nach links ins Infield ab und führte nach einigen langsamen Kurven und kurzen Geraden knapp danach wieder auf die Ovalbahn zurück. Diese Streckenvariante war notwendig geworden, um das Tempo auf der damals schnellsten Rennstrecke der Welt nachhaltig zu reduzieren. Obwohl die Fahrer ihre Wagen auf der Start-und-Ziel-Geraden hart abbremsen und durch die langsamen Kurven des Infields fahren mussten, wurden Durchschnittsgeschwindigkeiten über 200 km/h erreicht.
Das Rennen gewannen Peter Gregg und Brad Frisselle im Porsche 935 mit einem Vorsprung von acht Runden auf die Whittington-Brüder Bill und Don, die ebenfalls einen Porsche 935 fuhren.

## Ergebnisse

### Schlussklassement
| 1               | GTX | 59 | Brumos Porsche                 | Peter Gregg Brad Frisselle            | Porsche 935         | 175 |
| 2               | GTX | 94 | Whittington Brothers Racing    | Bill Whittington Don Whittington      | Porsche 935/77A     | 167 |
| 3               | GTX | 6  | Dick Barbour Racing            | Dick Barbour Johnny Rutherford        | Porsche 935/77A     | 161 |
| 4               | GTO | 33 | Boricua Racing                 | Bonky Fernandez Dave Cowart           | Porsche Carrera RSR | 161 |
| 5               | GTX | 32 | Earle & Akin Racing Associates | Steve Earle Bob Akin                  | Porsche Carrera RSR | 159 |
| 6               | GTX | 1  | Dale Kreider                   | Dale Kreider Bruce Davidson           | Chevrolet Corvette  | 156 |
| 7               | GTU | 76 | Quality Inn                    | Lee Mueller Frank Thomas              | Porsche 911         | 156 |
| 8               | GTX | 68 | Rick Hay                       | Rick Hay Phil Currin                  | Chevrolet Corvette  | 156 |
| 9               | GTU | 01 | Dana Roehrig                   | Dave White Dana Roehrig               | Porsche 911S        | 151 |
| 10              | GTU | 34 | Drolsom Racing                 | George Drolsom Hugh Davenport         | Porsche 911S        | 149 |
| 11              | GTU | 62 | Bill Koll                      | Bill Koll David Hamren                | Porsche 914/6       | 148 |
| 12              | RS  | 7  | Amos Johnson                   | Amos Johnson Roger Mandeville         | AMC Pacer           | 144 |
| 13              | RS  | 16 | Amos Johnson                   | Dennis Shaw Jim Woodward              | AMC Pacer           | 143 |
| 14              | AC  | 0  | Gene Rutherford                | Gene Rutherford Tom Wallace           | Oldsmobile Cutlass  | 142 |
| 15              | GTU | 27 | Ray Mummery                    | Ray Mummery Jack Refenning Tom Sheehy | Porsche 911S        | 142 |
| 16              | AC  | 10 | Clay Young                     | Clay Young Eddie Johnson Bob Buchler  | Pontiac Grand Am    | 141 |
| 17              | GTX | 67 | Charles Pelz                   | Charles Pelz Neil Upchurch            | Chevrolet Camaro    | 140 |
| 18              | GTU | 19 | Anatoly Arutunoff              | Anatoly Arutunoff José Marina         | Lancia Stratos      | 133 |
| 19              | GTO | 65 | RJV Enterprises                | Richard Valentine Roger Pierce        | Chevrolet Corvette  | 133 |
| 20              | GTO | 58 | Diego Felbes Racing            | Diego Febles Francisco Romero         | Porsche Carrera RSR | 132 |
| 21              | GTU | 36 | Ron Case                       | Dave Panaccione Ron Case              | Porsche 911         | 129 |
| 22              | GTX | 13 | Hal Shaw Racing                | Tom Spalding Hal Shaw                 | Porsche 935         | 127 |
| 23              | RS  | 21 | Andy Vann                      | Andy Vann Joel Neshkin                | AMC Gremlin         | 125 |
| 24              | RS  | 99 | Southwind Enterprises          | Ralston Long Charlie Cook Mike Danner | AMC Gremlin         | 114 |
| 25              | GTU | 45 | Vann's Auto Body               | Jim Gaeta Gary Steele                 | Porsche 911         | 109 |
| Ausgefallen     |     |    |                                |                                       |                     |     |
| 26              | GTX | 9  | Dick Barbour                   | John Paul senior Bob Bondurant        | Porsche 935         | 133 |
| 27              | GTX | 23 | Overbagh Motor Racing          | Hoyt Overbagh Billy Hagan             | Chevrolet Monza     | 125 |
| 28              | GTX | 95 | Bob Hagestad                   | Hurley Haywood Bob Hagestad           | Porsche 935         | 124 |
| 29              | GTU | 60 | R & R Racing                   | Rusty Bond Ren Tilton                 | Porsche 911         | 88  |
| 30              | RS  | 79 | Robert Wood                    | Robert Wood Keith Swope               | AMC Pacer           | 80  |
| 31              | GTU | 78 | Abingdon Ashley Motors         | Rod Bremner Don McKnight              | Triumph TR7         | 57  |
| 32              | GTX | 30 | Electrodyne Inc.               | Giampiero Moretti Charles Mendez      | Porsche 935         | 52  |
| 33              | GTX | 28 | Desperado Racing               | Clif Kearns Milt Minter               | Porsche 935         | 50  |
| 34              | GTU | 61 | Al Cosentino                   | Al Cosentino Jim Downing              | Mazda RX-3          | 42  |
| 35              | GTX | 06 | Shulnburg Scrap Metal          | Michael Keyser Robert Shulnburg       | Chevrolet Corvette  | 39  |
| 36              | AC  | 96 | Gene Felton                    | Gene Felton Vince Gimondo             | Buick Skylark       | 34  |
| 37              | GTU | 51 | Wynn's International           | John Hotchkis Dennis Aase             | Porsche 911         | 29  |
| 38              | GTO | 46 | Mauricio de Narváez            | Mauricio de Narváez Albert Naon       | Porsche Carrera RSR | 8   |
| 39              | GTO | 15 | Bavarian Motors International  | Alf Gebhardt Franz Romer              | BMW 3.5 CSL         | 1   |
| 40              | AC  | 49 | Doell Assoc.                   | Bo Montgomery Buzz Cason              | AMC Concord         | 1   |
| Nicht gestartet |     |    |                                |                                       |                     |     |
| 41              | GTU | 26 | John Foshee Ernie Smith        | John Foshee Ernie Smith Red Brennan   | Alfa Romeo GTV      | 1   |
| 42              | GTX | 3  | Whittington Brothers           | Bill Whittington Don Whittington      | Porsche 934/5       | 2   |

1 nicht gestartet
2 nicht gestartet

### Nur in der Meldeliste
Hier finden sich Teams, Fahrer und Fahrzeuge, die ursprünglich für das Rennen gemeldet waren, aber aus den unterschiedlichsten Gründen daran nicht teilnahmen.
| Pos. | Klasse | Nr. | Team             | Fahrer                      | Chassis             |
| ---- | ------ | --- | ---------------- | --------------------------- | ------------------- |
| 43   | GTO    | 03  | Cliff Gottlob    | Cliff Gottlob Danny Terrill | Chevrolet Corvette  |
| 44   | GTO    | 07  | Morrison's Inc.  | Dave Cowart                 | Porsche Carrera RSR |
| 45   | RS     | 16  | Bob Dean         | Bob Dean Bob McGraw         | Mazda RX-3          |
| 46   | GTO    | 25  | KWM Racing       | Kenper Miller Walt Bohren   | BMW 3.5 CSL         |
| 47   | RS     | 38  | Roger Mandeville | Roger Mandeville            | Mazda RX-2          |
| 48   | RS     | 42  | Chitwood Racing  | Sam Chitwood                | AMC Gremlin         |
| 49   | GTO    | 48  | Autodyne Inc.    | John Carusso                | Chevrolet Corvette  |
| 50   | RS     | 48  | G. H. Sharp      | G. H. Sharp                 | Datsun 200SX        |
| 51   | GTX    | 53  | Joe Dawkins      | Joe Dawkins                 | Ford Mustang        |
| 52   | RS     | 63  | Jim Downing      | Jim Downing                 | Mazda RX-2          |
| 53   | GTU    | 70  | Race Car         | M. L. Speer Windle Turley   | Porsche 911S        |
| 54   | AC     | 80  | Herb Adams       | Herb Adams Pat Bedard       | Oldsmobile Cutlass  |
| 55   | RS     | 80  | Hoerr Brothers   | Scott Hoerr Irv Hoerr       | Datsun 510          |
| 56   | GTU    | 84  | Worldparts       | Bob Speakman John Maffucci  | Datsun 260Z         |
| 57   | GTU    | 86  | John Hulen       | John Hulen Ron Coupland     | Porsche 914/6       |
| 58   | AC     | 92  | David Sloyer     | David Sloyer Jim Fitzgerald | Plymouth Volare     |
| 59   | GTX    | 98  | Racing Team      | Ralph Tolman Rick Hurst     | Saab 900 Turbo      |

### Klassensieger
| Klasse | Fahrer          | Fahrer           | Fahrzeug            | Platzierung im Gesamtklassement |
| ------ | --------------- | ---------------- | ------------------- | ------------------------------- |
| GTX    | Peter Gregg     | Brad Frisselle   | Porsche 935         | Gesamtsieg                      |
| GTO    | Bonky Fernandez | Dave Cowart      | Porsche Carrera RSR | Rang 4                          |
| GTU    | Lee Mueller     | Frank Thomas     | Porsche 911         | Rang 7                          |
| AC     | Gene Rutherford | Tom Wallace      | Oldsmobile Cutlass  | Rang 14                         |
| RS     | Amos Johnson    | Roger Mandeville | AMC Pacer           | Rang 12                         |

### Renndaten
- Gemeldet: 59
- Gestartet: 40
- Gewertet: 25
- Rennklassen: 6
- Zuschauer: unbekannt
- Wetter am Renntag: warm und trocken
- Streckenlänge: 6,437 km
- Fahrzeit des Siegerteams: 6:00:41,283 Stunden
- Gesamtrunden des Siegerteams: 175
- Gesamtdistanz des Siegerteams: 1126,541 km
- Siegerschnitt: 187,399 km/h
- Pole Position: Peter Gregg – Porsche 935 (#59) – 1:52,364 = 206,245 km/h
- Schnellste Rennrunde: Peter Gregg – Porsche 935 (#59) – 1:53,400 = 204,361 km/h
- Rennserie: 3. Lauf zur IMSA-GT-Serie 1978
- Rennserie: 4. Lauf zur Sportwagen-Weltmeisterschaft 1978